# بطريركية

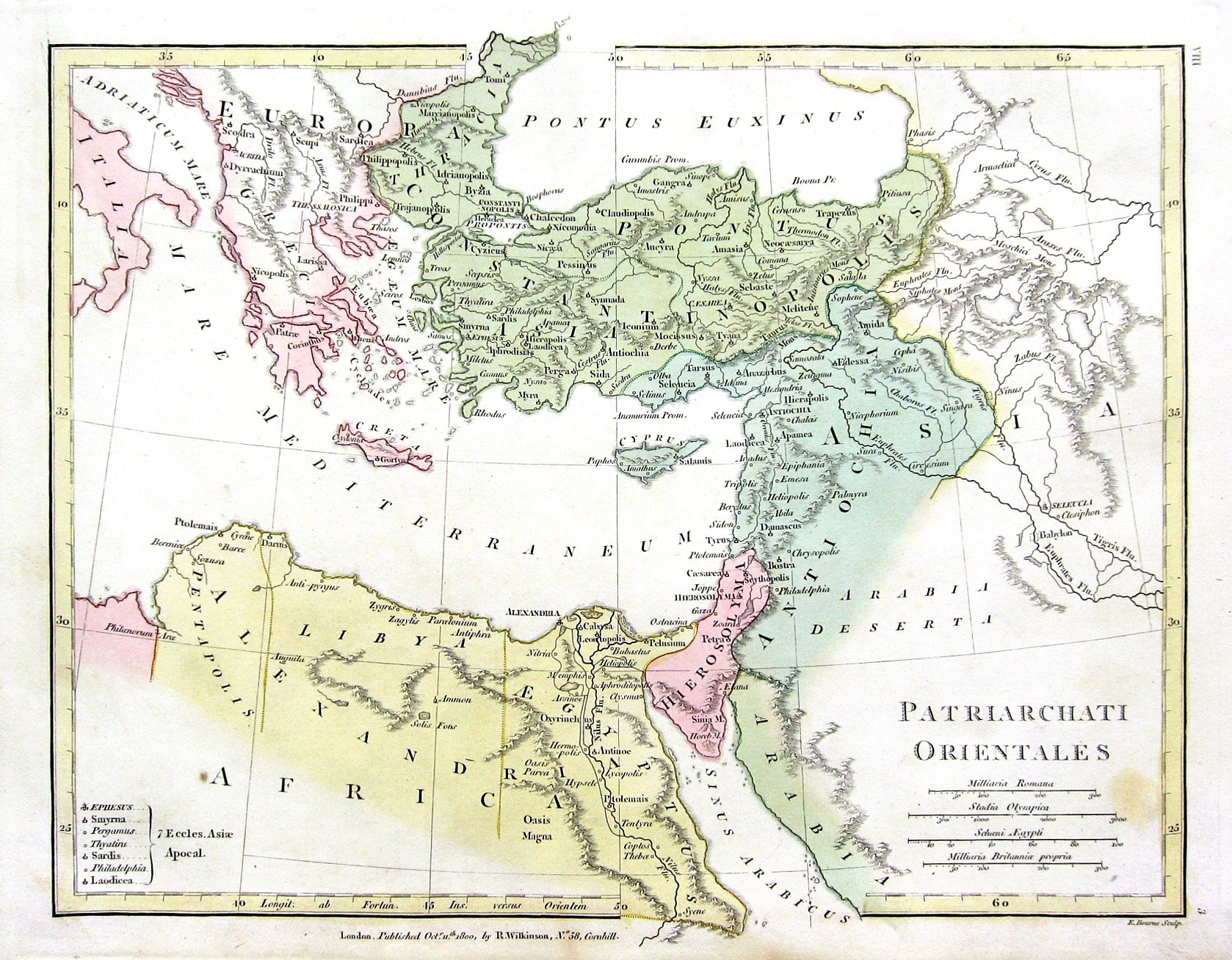
خريطة البطريركات الشرقية بعد مجمع خلقدونيا (451)

البطريركية (اليونانية القديمة: πατριαρχεῖον ، patriarcheîon) هي مصطلح كنسي في المسيحية يحدد منصب وسلطة البطريرك الكنسي. وفقًا للتقاليد المسيحية ، أسس الرسل في القرن الأول ثلاثة بطريركيات ككرسي أسقفي: روما وأنطاكية و الإسكندرية.[بحاجة لمصدر] أضيفت القسطنطينية في القرن الرابع وأورشليم في القرن الخامس، في نهاية المطاف اعترف مجمع أفسس في عام 431 بالبطريركيات الخمس.